# Hôpital de Kaédi
L'hôpital régional de Kaédi est le plus grand établissement de santé de la région du Gorgol, dans le sud de la Mauritanie. 
Etendu et modernisé en 1984, il est alors conçu par l'architecte Fabrizio Carola et est connu pour son architecture bioclimatique innovante.
Le nouvel hôpital utilise des briques cuites à la main et fabriquées localement, ainsi qu'une conception basée sur une séquence de structures en dôme, simples et complexes. La structure a été conçue pour être à la fois naturellement fraîche tout en laissant entrer la lumière.
L'hôpital a été conçu par l'architecte italien Fabrizio Carola de l'ADAUA, l'Association pour le développement de l'urbanisme et de l'architecture traditionnels africains. L'ADUA a également utilisé le projet de conception et de construction pour développer et diffuser une nouvelle architecture « vernaculaire urbaine » pour la région et pour former les travailleurs à de nouvelles techniques de construction peu coûteuses et adaptées au contexte local. Des ouvriers ont été formés sur place à ces techniques.
L'hôpital a remporté le Prix Aga Khan d'architecture en 1995.

## Galerie

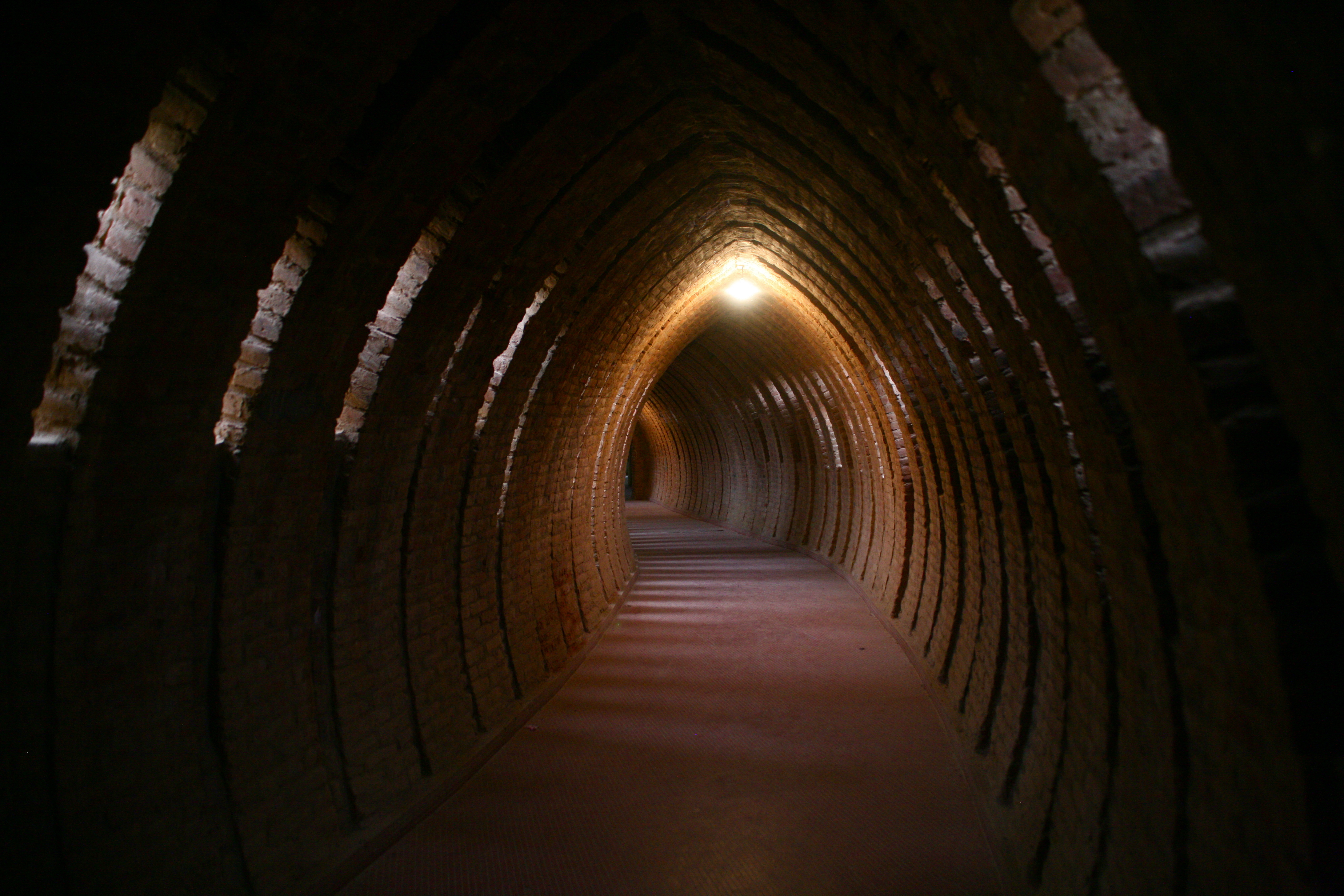
Couloir de l'extension de l'Hôpital, comportant des ouvertures pour la ventilation traversante.